# Habenaria psammophila
Habenaria psammophila är en orkidéart som beskrevs av J.A.N.Bat., Bianch. och B.M.Carvalho. Habenaria psammophila ingår i släktet Habenaria och familjen orkidéer. Inga underarter finns listade i Catalogue of Life.